# Metropolitansko mesto Firence
Metropolitansko mesto Firence (italijansko Città Metropolitana di Firenze) je metropolitansko mesto v deželi Toskana v Italiji. Njegovo glavno mesto so Firence. Nadomestilo je pokrajino Firence, vključilo pa tudi pokrajini Prato in Pistoia. Najprej je bilo ustanovljeno z reformo lokalnih oblasti (zakon 142/1990), nato še z zakonom 56/2014. Deluje od 1. januarja 2015.
V vasi Anchiano, ki je danes del metropolitanskega mesta Firence, se je rodil znan renesančni umetnik Leonardo da Vinci. Glavno mesto Firence je znano kulturno in veliko turistično središče.

## Geografija
Metropolitansko mesto Firence meji na metropolitansko mesto Bologna na severu, pokrajini  Ravenna in  Forlì-Cesena na severovzhodu,  Prato,  Pistoio in  Lucco na severozahodu, pokrajino  Piso na zahodu,  Sieno na jugu in  Arezzo na vzhodu in jugovzhodu. Metropolitansko mesto Firence pokriva površino 3500 km2 in šteje približno milijon prebivalcev.
Večji del ozemlja leži v ravnici reke Arno, ki je tako omogočala primestno širjenje okrog mesta Firence. Severovzhodni del metropolitanskega mesta na Apeninih ostaja manj razvit. Romagna Granducale je ime za predel, ki leži na severnih pobočjih Apeninov. Koruza, vino in svila so glavni proizvodi v dolinskih predelih. Proizvodnja svile je bila v srednjem veku pomembna panoga.

## Glavne znamenitosti
Metropolitansko mesto vsako leto obišče veliko število turistov.
Zgodovinsko središče Firenc je na seznamu Unescove svetovne dediščine . Glavne turistične znamenitosti mesta so Piazza del Duomo, Firenška stolnica, krstilnica sv. Janeza, Giottov campanile, Loggia del Bigallo in Museo dell'Opera pri stolnici, Ponte Vecchio in mnogi drugi.
Znamenitosti kraja Barberino di Mugello sta grad Cattani in palača Pretorio. Certosa del Galluzzo hrani Pontormova umetniška dela. V rodnem kraju Giovannija Boccaccia Certaldo sta Palazzo Pretorio in Boccacciova hiša, medtem ko je v Vinciju, rojstnem kraju Leonarda da Vincija, muzej, posvečen italijanskemu polimatu. Sesto Fiorentino je znan po etruščanski grobnici La Montagnola.

## Gospodarstvo
Trgovina na debelo in drobno je največji sektor v metropolitanskem mestu: od leta 2008 je bilo v njem vključenih skoraj 29 % podjetij v nekdanji pokrajini Firence. Naslednje po pomenu so predelovalne dejavnosti, gradbeništvo, nepremičnine in kmetijstvo z odstotnim deležem približno 19,5 %, 14 %, 13,6 % oziroma 8 %.
Empoli je znan po svoji starodavni steklarski industriji.